# Олійник Дмитро Миколайович
Олійник Дмитро Миколайович (* 7 листопада  1964, с. Волиця-Польова, Теофіпольський район, Хмельницька область) — Голова Ради Федерації роботодавців України, Член Ради національних асоціацій товаровиробників при Кабінеті Міністрів України, Член Національної тристоронньої соціально-економічної ради від всеукраїнських об'єднань організацій роботодавців.

## Життєпис
1990 — закінчив Національний технічний університет України «Київський політехнічний інститут», спеціальність — електроприлади та пристрої, кваліфікація — інженер електронної техніки.
з 1997 — Президент Асоціації Підприємств Скляної Промисловості «Скло України».
Член Ради національних асоціацій товаровиробників при Кабінеті Міністрів України.
Член Національної тристоронньої соціально-економічної ради від всеукраїнських об'єднань організацій роботодавців.
2002 — голова спостережної Ради ВАТ «Ветропак Гостомельський склозавод».
2005 — голова Федерації роботодавців скляної промисловості України.
2005 — заступник Голови Ради Федерації роботодавців України.
2008 — перший заступник Голови Ради Федерації Роботодавців України.
2009 — заступник Голови Спільного представницького органу сторони роботодавців на національному рівні.
2010 — Голова Ради Федерації роботодавців України.
Член Ради з питань підтримки підприємництва — консультативно-дорадчого органу при Президентові України (з 27 червня 2025).

## Сім'я
Дмитро Олійник одружений, виховує двох синів.

## Нагороди, почесні звання
- Грамота Гостомельської селищної Ради за вагомий внесок у розвиток ВАТ «Гостомельський склозавод» та з нагоди 90-річчя заводу
- Подяка Прем'єр-Міністра України за значний особистий внесок у розвиток скляної галузі України та з нагоди 1-ї річниці Дня скловиробника
- Орден «За заслуги» III ступеня за вагомий особистий внесок у будівництво та введення в дію нового цеху з виробництва скловиробів на ВАТ «Гостомельський склозавоод» — Указ Президента від 28 квітня 2005 року